# Annie's Song
Annie's Song er en country-sang skrevet og sunget af den amerikanske sanger John Denver i 1973. Sangen blev skrevet til hans daværende kone Annie Martell Denver. 
Sangen lå i to uger som nr. 1 på den amerikanske topliste og det var John Denvers anden sang som toppede toplisten i USA.